# Союз-32
Союз-32 — космічний корабель (КК) серії «Союз», типу Союз 7К-Т. Серійний номер 48. Реєстраційні номери: NSSDC ID: 1979-018A; NORAD ID: 11281. Восьмий політ до орбітальної станції Салют-6; сьоме успішне стикування. Старт з третім основним екіпажем: Ляхов/Рюмін; посадка без екіпажа.
Під час польоту КК Союз-33 стався збій в роботі двигуна, тому стикування зі станцією скасували, а ЕО-3 не отримав корабля на заміну. Для заміни потенційно ненадійного КК Союз-32 відправлено Союз-34 без екіпажу.

## Параметри польоту
- Маса корабля — 6,8 т
- Нахил орбіти — 51,61°
- Орбітальний період — 89,94 хвилин
- Перигей — 198,4 км
- Апогей — 274,3 км

## Екіпаж
- Основний

Командир ЕО-3 Ляхов Володимир Афанасійович
Бортінженер ЕО-3 Рюмін Валерій Вікторович
- Дублерний

Командир ЕО-3 Попов Леонід Іванович
Бортінженер ЕО-3 Лебедєв Валентин Віталійович
- Резервний

Командир ЕО-3 Зудов В’ячеслав Дмитрович
Бортінженер ЕО-3 Андрєєв Борис Дмитрович

## Хронологія польоту
Скорочення в таблиці: ПСП — передній стикувальний порт; ЗСП — задній стикувальний порт
| Дата       | Час (UTC) | Подія |
| ---------- | --------- | --- |
| 1979 рік   |           | |
| 25 лютого  | 11:53:49  | З космодрому Байконур ракетою-носієм Союз-У (11А511У) запущено КК Союз-32 з третім основним екіпажем (ЕО-3): Ляхов/Рюмін |
| 26 лютого  | 13:29:55  | Стикування КК Союз-32 до ПСП станції Салют-6                                                                             |
| 12 березня | 05:47:28  | З космодрому Байконур ракетою-носієм Союз-У (11А511У) запущено КК Прогрес-5                                              |
| 14 березня | 07:19:21  | Стикування КК Прогрес-5 до ЗСП комплексу Салют-6 — Союз-32                                                               |
| 3 квітня   | 16:10:00  | Відстикування КК Прогрес-5 від ЗСП комплексу Салют-6 — Союз-32                                                           |
| 5 квітня   | 00:10:22  | Гальмівний імпульс КК Прогрес-5                                                                                          |
| 5 квітня   | 00:55?    | Схід з орбіти КК Прогрес-5                                                                                               |
| 10 квітня  | 17:34:34  | З космодрому Байконур ракетою-носієм Союз-У (11А511У) запущено КК Союз-33 з екіпажем Рукавишніков/Іванов                 |
| 12 квітня  | 15:46:49  | Гальмівний імпульс КК Союз-33                                                                                            |
| 12 квітня  | 16:35:40  | Посадка КК Союз-33 |
| 13 травня  | 04:17:10  | З космодрому Байконур ракетою-носієм Союз-У (11А511У) запущено КК Прогрес-6                                              |
| 15 травня  | 06:19:22  | Стикування КК Прогрес-6 до ЗСП комплексу Салют-6 — Союз-32                                                               |
| 6 червня   | 18:12:41  | З космодрому Байконур ракетою-носієм Союз-У (11А511У) запущено КК Союз-34 без екіпажу                                    |
| 8 червня   | 07:59:41  | Відстикування КК Прогрес-6 від ЗСП комплексу Салют-6 — Союз-32                                                           |
| 8 червня   | 20:02:06  | Стикування КК Союз-34 до ЗСП комплексу Салют-6 — Союз-32                                                                 |
| 9 червня   | 18:52:46  | Гальмівний імпульс КК Прогрес-6                                                                                          |
| 9 червня   | 19:35?    | Схід з орбіти КК Прогрес-6                                                                                               |
| 13 червня  | 09:51     | Відстикування КК Союз-32 без екіпажу                                                                                     |
| 13 червня  | 15:30:05  | Гальмівний імпульс КК Союз-32                                                                                            |
| 13 червня  | 16:18:26  | Посадка КК Союз-32 |